# Трінлей Тхає Дордже

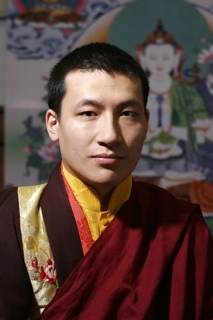
Його Святості 17-го Кармапи Трінлей Тхає Дордже

Трінлей Тхає Дордже (народився 6 травня 1983 в місті Лхаса, Тибет) 
визнаний багатьма послідовниками як Сімнадцятий Кармапа, голова школи Карма Каг'ю.

## Біографія
Після смерті 16-го Кармапи 5 листопада 1981 р. для учнів школи Карма Каг’ю встає питання про наступне «переродження» глави лінії. До того часу як 17-е «переродження» увійде до сили, основне керівництво в школі та задача знайти і виховати наступне втілення лягає на плечі чотирьох регентів, яких свого часу «взнав» і виховав попередній Кармапа.
17-й Гьялва Кармапа, Трінле Тхає Дордже народився 6 травня 1983 р. – в рік свині [1]. Він є первістком 3-го Міпхама Рінпоче, що належить до буддійської школи Нігмапа. Батько 17-го Кармапи вважається третім переродженням Міпхама Рінпоче, главою тринадцяти монастирів Нінгма в Кхамі, в Тибеті. Мати Тхає Дордже, Дечен Вангмо – благородного походження, її рід сходить до царя Гесеру з Лінга.
У молодості третій Міпхам Рінпоче жив у затишному місці в горах, де вивчав Дхарму в таємниці від влади, коли це було заборонено. В 1982 р., після послаблення обмежень на релігійну практику з боку уряду, Міпхам Рінпоче відправився в Лхасу, щоб взяти участь в реконструкції буддійських установ і відродженні практичного буддизму. Його діяльність була особливо успішною завдяки добрим відносинам з Панчен-ламою.
Одружившися, Міпхам Рінпоче і Дечен Вангмо стали жити в Лхасі, в районі Баркхор. В 1983 р. у них народився син, якого вони назвали Тендзін Кхьенце [2, с. 47] або Тензін Ченце Йеше Дордже [3, с. 51] це залежить від транскрибування з тибетської мови. Потім він був помічений місцевими ламами різних традицій. Через деякий час до хлопчика приходили паломники і посланники. Так інформація дійшла у 1986 році до тулку Шамар Рінпоче – одного з чотирьох регентів, відповідальних за школу в період, коли немає Кармапи, і також відповідальних за пізнавання та навчання наступного Кармапи. В 1989 р. Шамарпа відправив свою довірену особу перевірити дитину. Потім Шамар Рінпоче також зустрічався з дитиною, але не став обнародувати своє рішення про те, що тулку Кармапа знайдений [4].
На початку 1991 р. на інавгурації монастиря Карма Каг’ю, який побудував Шангпа Рінпоче в Покхарі, в присутності Дхазанга Рінпоче, Шачу Рінпоче, сотень лам і більше чотирьох тисяч тибетців Шамар Рінпоче самостійно зробив заяву, що 17-й Кармапа знайдений. Досі існує розрив усередині школи.
У березні 1994 р. Тхає Дордже і його сім'ї вдалося втекти з Тибету до Непалу, а потім юний Кармапа прибув у Нью-Делі, де під час церемонії вітання Шамар Рінпоче формально визнав його як 17-го Кармапу. Зведення на трон було проведено в Міжнародному Буддійському Інституті Кармапи (KIBI, Karmapa International Buddhist Institute) в Нью-Делі. З цього року він живе на півночі Індії в місті Калімпонг, де вивчає класичні буддійські тексти, західно-європейську філософію та освоює роботу з комп'ютером [5].
У листопаді 1996 р. він вступив в чернечу спільноту, прийнявши обітницю Притулку від Будди на великій церемонії в храмі Бодхігайя. Тоді йому було дано ім'я Трінле Тхає Дордже [6, с. 27-32]. У грудні того ж року в Бодхігайя Кармапа проводить свою першу велику церемонію, в якій бере участь декілька тисяч осіб [5].
У жовтні 1997 р. 17-й Кармапа вчинив свою першу офіційну поїздку в королівство Бутан, на запрошення королівської сім'ї. Поїздка була викликана смертю від раку головного секретаря основної резиденції Кармапи в Румтеці – Топги Рінпоче [7, с. 14].
З 29 жовтня по 6 листопада 1999 р. Тхає Дордже перебував у Сінгапурі, після чого він відбув на Тайвань. Ці поїздки вчинені з метою зустрічі зі своїми послідовниками [7, с. 17-19].
У міленіум Кармапа вчинив свою першу поїздку до Європи. Це відбулося 2-3 січня. Він приїхав до Дюссельдорфа, до Німеччини, де був представлений Ламою Оле своїм учням, яких зібралося близько 6000 [8, 7-8]. Після Німеччини Кармапа відвідав Францію, Іспанію, Австрію та Угорщину.
У липні 2003 року Тхає Дордже вперше офіційно відвідав Північну Америку, Сан-Франциско, штат Каліфорнія. 2004 року знову відбувся тур по Європі.
У лютому 2005 року Тхає Дордже перебував в заснованому Калу Рінпоче буддійському монастирі на півдні Франції, де він дав благословення сотні своїх послідовників на трьохлітній ретріт. Влітку, 2-3 серпня 2005 р., Кармапа прибув до Києва, де він дав буддійський притулок і посвячення Марпи всім охочим. Також у 2005 р., як почесний гість, Кармапа взяв участь в міжнародній буддійській конференції в м. Мумбаї, Індія.
З 2006 по 2008 рік Його Святість 17-й Кармапа Трінлей Тхає Дордже веде активну діяльність і багато подорожує по своїх релігійних центрах. Він неодноразово відвідував Європу, Америку, Тайвань і інші регіони світу. 
Однією із знаменних подій 2008 року був літній курс в Європа-центрі, що створений як центральний європейський буддійський центр. Він розташований в Німеччині. Курс тривав 13 днів, за які Кармапа дав посвячення багатьом тисячам європейських практикуючих буддистів [5].
Постійне місце проживання Трінлея Тхає Дордже – місто Калімпонг в Індії, де він під керівництвом досвідчених лам продовжує свою традиційну освіту.

## Східна та західна освіти
Згодом Тхає Дордже розпочав інтенсивне традиційне навчання в монастирі. Він отримав освіту та передачу з Буддійської філософії та практики від найкращих тибетських та індійських майстрів. Серед його вчителів: Шамар Рінпоче XIV, професор Семпа Дордже та Кхенпо Чодрак Тенпел. Внаслідок навчання Тхає Дордже був інтронізований як Відрадхара (Утримувач знань) Шамаром XIV в грудні 2003 року, в KIBI (Karmapa International Buddhist Institute).
Разом з традиційною буддійською освітою Тхає Дордже отримав також сучасну західну освіту від англійських та австралійських викладачів, а також інтенсивний курс із західної філософії від професора Харісона Пембертона із Університету Вашингтона та Лі.
Нині Тхає Дордже мешкає в Калімпонзі, в Індії, де він продовжує повну традиційну освіту, необхідну для власника титулу «Кармапа». 17 травня 2006 року Тхайє Дордже було офіційно визнано законним та адміністративним приймачем Кармапи XVI Рангджунга Рігпе Дордже. На цих підставах він може користуватися монастирем Румтек в Сіккімі. У зв'язку з тим, що політичне становище в Тибеті досі нестабільне, певний час штаб-квартира Кармапи Тхає Дордже, як і раніше, буде знаходитися в Калімпонзі.

## Образ у мистецтві
У 2003 році в Києві була представлена мистецька виставка «Закликання Кармапи» куратора Євгена Мінка. Захід був організований за участі Українського релігійного об’єднання буддистів школи Карма Каг’ю. Виставка демонструвала традиційне мистецтво буддизму та твори сучасних українських художників, а головною метою автори проекту називали організацію візиту Кармапи до України. 
Концепція виставки «Закликання Кармапи» локальна і виразна, що вигідно різнить її від звичної нам провінційної глобалістики. Зібравши на одній території твори майстрів буддистського релігійного мистецтва XIX—ХХ століть із Тібету, Індії, Непалу й України та живопис рейтингових сучасних українських художників різних напрямів, об’єднаний алюзіями з буддизмом, Мінко склав яскраве візуальне послання з конкретним адресатом. Це — один із трьох основних лам Тібету, лідер школи Карма Каг’ю XVII Г’ялва Кармапа Трінлей Тхає Дордже, Лама в Чорній короні, серед вражаючих титулів якого — «Король йогів» і «Повелитель карми». 
[...]

У не позбавленій іронії експозиції укорінена в тисячолітню традицію пластика ритуальної скульптури і декоративної яскравості ламаїстських тханок (канонічних зображень будда-аспектів чи, простіше кажучи, буддистських ікон на шовку) співіснують із розмаїттям висококласного живопису. Сучасне українське мистецтво представлене тут у різнобарвності: інтелектуальна елегантність Володимира Будникова, почуттєві спалахи Іллі Чичкана, іконографічна вишуканість Юрія Нікітіна, фантастичний дурман Олександра Гнилицького, мінімалістське естетство Віктора Покиданця, дитяча свіжість Ксенії Гнилицької. «Дзеркало тижня»

## Кармапа в Україні
Під час Помаранчевої революції 2004 року Кармапа Трінлей Тхає Дордже підтримав український народ, передавши через прочан свої побажання: 
На аудієнції у своїй резиденції у місті Калімпонг (Індія) Святіший Кармапа завірив прочан, що у своїх медитаціях думатиме про Україну й бажатиме їй добра. Буддистам в Україні він рекомендував у ці складні часи виконувати медитацію Авалокітешвари (Люблячі Очі) — Будди Співчуття. Її головна мета: пробудження любові усюди, де тільки можливо допомогти тим, хто страждає. Вона очищує розум від агресії, налаштовує на позитивні думки й надає сил на добрі дії. Медитація є провідною духовною практикою для релігійності та обрядності Буддизму. 

Голова одної з найдавніших буддистських шкіл Тибету – Карма Каг’ю – має вірних послідовників у Європі, від Данії й Німеччини до Польщі й Росії. Симпатії духовного провідника до українського народу, його обізнаності про нашу культуру посприяла художня виставка «Закликання Кармапи», що стала яскравою подією в Києві восени минулого року.
У 2005 році Кармапа вперше відвідав Україну, виступивши перед своїми послідовниками у національному Палаці «Україна» протягом 2-3 серпня. Перебування в Києві стало першим візитом Кармапи до пострадянських країн. Від відвідування Росії та Білорусі Кармапа відмовився. 
У 2009 році Кармапа повернувся до України для відкриття ретритного центру у селі Минківка.